# Patrice Caratini
Patrice Caratini (Neuilly-sur-Seine, 11 juli 1946) is een Fransejazz-contrabassist, bigbandleider en componist.

## Biografie
Caratini studeerde het conservatorium van Versailles. Hij begon in 1968 in jazzclubs in Parijs, waar hij in een trio met Michel Roques en Franco Manzecchi speelde. Daarnaast speelde hij met de pianisten Martial Solal, Mal Waldron en Georges Arvanitas alsook de trombonist Slide Hampton. Vanaf 1976 had hij een duo met gitarist Marc Fosset, waarbij zich in 1981 de accordeonist Marcel Azzola aansloot. Verder begeleidde hij jarenlang Stéphane Grappelli en speelde hij in een tango-trio met bandoneon-speler Juan José Mosalini en pianist Gustavo Beytelmann (1982 tot 2002). Voor zanger Maxime Le Forestier leidde hij het orkest voor diens album "Violet“, tevens begeleidde hij Georges Moustaki en Georges Brassens. In 1979 richtte hij zijn Onztet op. Sinds de jaren 80 componeert hij in toenemende mate voor onder meer bigbands. Tevens werkt als orkestleider, bijvoorbeeld voor de opvoering van "Anna Livia Plurabelle“ van André Hodeir (1992) en de eerste uitvoering van zijn "Xocoatl“, een werk voor bigband en koor, in Sceaux (2007). In 1997 richtte hij zijn "Caratini Jazz Ensemble“ op, die de traditie van zijn Onztet voortzet.
In 1992 was hij betrokken bij de oprichting van de Union des Musiciens de Jazz.
In 2001 kreeg hij een Django d’Or (Frankrijk). In 2007 ontving hij de Grand Prix du Jazz van SACEM.
In 1979 kreeg hij, met Marc Fosset, voor het album "Boîte à musique“ de Prix Boris Vian van de Académie du Jazz.

## Weblinks
- Website van Patrice Caratini

- Bibliothèque nationale de France: cb13892146w (data)
- Gemeinsame Normdatei: 134343344
- International Standard Name Identifier: 0000 0000 5514 4678
- Library of Congress Control Number: n80143912
- Nationale Bibliotheek van Letland: 000037853
- MusicBrainz: 60e2a419-b7ed-4a1a-8b41-06c3e158a812
- Nederlandse Thesaurus van Auteursnamen: 102996687
- Système universitaire de documentation: 078618398
- Virtual International Authority File: 51874679
- WorldCat: E39PBJr7YmfhrbMppHp4jhGGpP